# Aulo Sempronio Atratino (magister equitum)
Aulo Sempronio Atratino (en latín, Aulus Sempronius Atratinus) fue magister equitum del dictador Tito Quincio Cincinato Capitolino, en el año 380 a. C.